# Octaviania
Octaviania es un género de hongos similares a trufas en la familia Boletaceae. Este género ampliamente distribuido incluye unas 15 especies.

## Especies
- Octaviania arbucalensis[3]
- Octaviania asterosperma
- Octaviania cyanescens
- Octaviania hinsbyi
- Octaviania ivoryana
- Octaviania lamingtonensis
- Octaviania malaiensis
- Octaviania plena
- Octaviania tasmanica
- Octaviania violascens[4]